# Hellmut Peitsch

Hellmut Peitsch

Hellmut Peitsch (* 18. November 1906 in Oberzetzscha; † 4. November 1950 in Waldheim) war ein deutscher Politiker (NSDAP). Er war unter anderem Stadtverordneter in Leipzig und vom 29. März 1936 bis zum Ende des NS-Staates Abgeordneter des nationalsozialistischen Reichstages.

## Wirken im Nationalsozialismus
Nach dem Besuch der Volksschule und der Handelsschule absolvierte Peitsch eine kaufmännische Lehre und war in verschiedenen Betrieben der Kolonialwarenbranche tätig. Zum 11. April 1925 trat er in die NSDAP ein (Mitgliedsnummer 2.488). Von 1925 bis 1929 war er Mitglied der SA. Von Anfang 1931 war er für die Reichsbetriebszellenabteilung der NSDAP (NSBO) – eine in Konkurrenz zu den freien und christlichen Gewerkschaften stehende gewerkschaftsähnliche Organisation – zunächst als Kreisobmann in Leipzig, später bis zur Auflösung der NSBO im Jahre 1935 auch als Landesobmann für Sachsen tätig.
Nach der Gründung der Deutschen Arbeitsfront (DAF), des Einheitsverbandes der Arbeitnehmer und Arbeitgeber, mit der die deutschen Arbeitnehmer in das Dritte Reich integriert und die gewerkschaftlichen Organisationen aufgelöst wurden, stand Peitsch von August 1933 bis März 1934 zunächst dem Gauleiter der DAF als Adjutant zur Seite und übernahm dann ab April 1934 bis zum Ende des Zweiten Weltkrieges die Funktion des Gauamtsleiters und Gauobmannes der DAF sowie die Leitung der Arbeitskammer in Sachsen. Als solcher war er in den Kriegsjahren unter anderem verantwortlich für die Versorgung der in anderen europäischen Ländern angeworbenen oder zwangsverpflichteten, in sächsischen Betrieben eingesetzten Arbeiter.
Peitsch übernahm außerdem auch weitere politische Ämter, so als Stadtverordneter in Leipzig und vom 29. März 1936 bis zum Ende des Dritten Reiches als Reichstagsabgeordneter für den Wahlkreis 30 (Chemnitz-Zwickau).

## Nachkriegszeit
Nach dem Kriegsende kehrte Peitsch von seinem Dienstsitz Dresden in seine Heimat im Altenburger Land zurück, wo er am 26. Juli 1945 verhaftet wurde. Er wurde sodann ab Herbst 1945 im sowjetischen Speziallager II (Buchenwald) interniert, offenbar mangels hinreichender Anhaltspunkte für eine Beteiligung an nationalsozialistischen Verbrechen dort weder angeklagt noch verurteilt. Nach der Auflösung des Lagers durch die sowjetische Besatzungsmacht wurde er im Februar 1950 mit den übrigen Lagerinsassen der DDR-Justiz überstellt. Gegen einen großen Teil dieser überstellten Personen veranstaltete die Strafjustiz der DDR auf Weisung der Staatsführung in der Folgezeit im Zuchthaus und im Rathaus Waldheim die politisch motivierten und dirigierten Waldheimer Prozesse. In diesem Rahmen wurde Peitsch als einem Funktionsträger der mit den Gewerkschaften konkurrierenden NSBO und als regionalem Chef der mit dem sozialistischen Weltbild unvereinbaren DAF eine zentrale Rolle als „Täter“ zugewiesen und damit gleichzeitig die von ihm repräsentierte Institution an den Pranger gestellt.
Da die Ermittlungen der nunmehr zuständigen Strafverfolgungsbehörden der DDR gegen ihn zunächst offenbar nichts Strafwürdiges zutage förderten, empfahl nach erfolglos verlaufenen Ermittlungen die Ermittlungsstelle „... Peitsch im Fahndungsblatt der XXX auszuschreiben, da somit nur die Möglichkeit besteht, dass Zeugen gefunden werden.“ Nachdem Zeugen – die auch in anderen Prozessen passende „Aussagen“ lieferten – gefunden waren, wurde Peitsch angeklagt und in einem der drei als Schauprozesse ausgestalteten „Hohnstein-Prozesse“ am 27. Juni 1950 zum Tode verurteilt. Der Prozess fand vor einer ausgesuchten „Öffentlichkeit“ und unter der Ägide der selbst anwesenden späteren Justizministerin der DDR Hilde Benjamin statt. In ihm wurden elementare Grundsätze eines fairen Verfahrens verletzt. Insbesondere wurden die von Peitsch benannten Gegenzeugen nicht gehört. Zweifelhaft ist auch, ob – wenn das Verfahren ordnungsgemäß abgelaufen wäre – überhaupt eine hinreichende Rechtsgrundlage für eine Verurteilung bestanden hätte. Begründet wurde das Todesurteil im Wesentlichen damit, Peitsch habe mit seiner Tätigkeit der NS-Herrschaft Vorschub geleistet, zur Verlängerung des Krieges beigetragen und seinen Pflichten in Bezug auf die von der DAF zu betreuenden ausländischen Arbeiter nicht genügt.
Die vom staatlich bestellten Verteidiger als erfolgversprechend dargestellten Gnadengesuche der Familie des Verurteilten an den Justizminister der DDR Max Fechner und an den Staatspräsidenten der DDR Wilhelm Pieck wurden zurückgewiesen. Obwohl auch seitens der Staatsanwaltschaft der Familie Peitschs Hoffnung gemacht worden war, dass das Todesurteil nicht vollstreckt werde, wurde Peitsch am 4. November 1950 hingerichtet. Am 15. April 1954 erklärte das Kammergericht (damals West-Berlin) das Todesurteil für nichtig.